# Franz Galich Mazariegos
Franz Galich Mazariegos (Guatemala, 8. siječnja 1951. – Managua, 3. veljače 2007.) je bio gvatemalski pisac i profesor književnosti iz Amatitlána. Svoju je književnu djelatnost razvio u Nikaragvi. Hrvatskog je podrijetla.[dodatno provjeriti]

## Djela
romani i novele
- Huracán corazón del cielo, 1995.
- Managua Salsa City (¡Devórame otra vez!), 1999. nagrada Rogelio Sinán, Panamá.
- En este mundo matraca, 2005.
- Y te diré quién eres (Mariposa traicionera), 2006.

kratke priče
- Ficcionario inédito, 1979.
- La princesa de Onix y otros relatos, 1989.
- El ratero y otros relatos, 2003.

## Vanjske poveznice
- Biografía de Franz Galich
- Entrevista con Franz Galich en el diario La Prensa, Nicaragua  Arhivirana inačica izvorne stranice od 14. svibnja 2007. (Wayback Machine)
- "La muerte de Franz Galich y el vacío crítico", por Ronald Flores
- "Managua Salsa City ¡Devorame otra vez!", reseña por Juan Murillo

Tekstovi Franza Galicha
- "Reflexiones de un subalterno letrado"
- "Prolegómenos para una historia de las literaturas centroamericanas"
- "¿Qué es un subalterno letrado?"
- "¿Existe una literatura indígena en Guatemala?"
- "¿La muerte del arte?"
- "Vicente Huidobro, el polifacético chileno universal"